# (778) Theobalda
(778) Theobalda es un asteroide perteneciente al cinturón de asteroides descubierto el 25 de enero de 1914 por Franz Heinrich Kaiser desde el observatorio de Heidelberg-Königstuhl, Alemania.
Está nombrado en honor de Theobald Kaiser, padre del descubridor.